# پاراپسوریازیس پلاک کوچک
پاراپسوریازیس پلاک کوچک به انگلیسی: Small plaque parapsoriasis مشخصاً به همراه ضایعات پوستی رخ می‌دهند. ضایعاتی که گرد و بیضی شکل یا لکه‌های مجزا یا پلاک‌های نازک هستند و عمدتاً روی بالاتنه رخ می‌دهد.
انواع:
- گزانتواریترودرمیا پرستانس (Xanthoerythrodermia perstans) یک نوع متمایز آن با ضایعات زرد رنگ است.[۲]
- درماتوز دیجیتا (Digitate dermatosis) یک نوع متمایز آن با ضایعات به شکل انگشت است و به‌طور متقارن در پهلوها پخش می‌شوند.[۲]